# قرض (فیلم ۱۹۸۰)
قرض (به هندی: Karz) فیلمی محصول سال ۱۹۸۰ و به کارگردانی سوبهاش گای است. در این فیلم بازیگرانی همچون ریشی کاپور، تیان آمبانی، سیمی گریوال، راج کیران، پران، پینچو کاپور، مک موهان، جلال آقا، افتخار، آریونا ایرانی ایفای نقش کرده‌اند.
در سال ۲۰۰۸ فیلم قرض بر اساس این فیلم بازسازی شد.

## خلاصه داستان
مرد ثروتمندی به نام راوی ورما دلباخته دختر حقه بازی بنام کامینی می‌شود. کامینی که خودش برای سرجودا کار می‌کند پس از کشتن راوی تمام ثروتش را تصاحب کرده و مادر و خواهر راوی را آواره می‌کند. سالها بعد راوی در کالبد دیگری متولد شده و یک خواننده محبوب بنام مونتی می‌شود. مونتی در یک مهمانی عاشق دختری ساده بنام تینا می‌شود. در یکی از اجراهایش صحنه‌هایی مبهم از به قتل رسیدن مردی به دست یک زن می‌بیند و از هوش می‌رود. دکتر پس از معاینه او را به دهکده ای می‌فرستد تا استراحت کند. دهکده ای که هم محل زندگی تیناست و هم زادگاه راوی ورما. تینا تحت سرپرستی زنی بنام ملکه قرار دارد که همان کامینی است. هرچقدر که رابطه مونتی و تینا پیش می‌رود خاطرات بیش تری به ذهن او بازمی‌گردد تا اینکه متوجه ماجرا می‌شود و به دیدن مادرش می‌رود که سالهاست از دوری او دچار جنون شده. مونتی با همکاری دایی تینا یعنی کبیرا تصمیم به انتقام می‌گیرد و…

## جوایز
- جایزه فیلمفیر بهترین موسیقی برای لاکسمیکانت پیارلال